# Iwan Fedorowicz Massalski
Iwan Fedorowicz Massalski herbu własnego – sędzia ziemski grodzieński w latach 1565–1578, podstarosta zamkowy grodzieński w latach 1564–1565, sędzia zamkowy grodzieński, kniaź.
Jako poseł powiatu grodzieńskiego obecny był na sejmie w Lublinie w 1569 roku. Jako przedstawiciel Wielkiego Księstwa Litewskiego podpisał akt unii lubelskiej 1569 roku.